# Mount Herbert (Neuguinea)
Der Mount Herbert (in der deutschen Kolonialzeit Herbertberg genannt) ist ein Berg im östlichen Ausläufer des Bismarckgebirges in der Provinz Madang von Papua-Neuguinea. Der Berg hat eine Höhe von 2574 Metern.
Nördlich des Berges verläuft der Fluss Ramu, südlich liegt der Mount Wilhelm, mit 4509 m der höchste Berg des Landes.
Die Grenze zur Provinz Jiwaka verläuft unmittelbar im Südwesten.
Der Mount Herbert erhielt seinen Namen 1888, als der deutsche Journalist und Forschungsreisende Hugo Zöller das Finisterre-Gebirge südöstlich von Madang bestieg und die vier höchsten Berge des Bismarckgebirges nach Reichskanzler Otto Fürst von Bismarck und seinen drei Kindern, Marie von Bismarck-Schönhausen, Herbert von Bismarck und Wilhelm von Bismarck, Ottoberg, Mariaberg, Herbertberg und Wilhelmsberg benannte.